# Placonotus testaceus
Placonotus testaceus är en skalbaggsart som först beskrevs av Fabricius 1787.  Placonotus testaceus ingår i släktet Placonotus, och familjen ritsplattbaggar. Arten förekommer tillfälligt i Sverige, men reproducerar sig inte.

## Bildgalleri

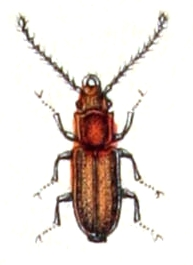